# Rhinobatonchocotyle cyclovaginatus
Rhinobatonchocotyle cyclovaginatus är en plattmaskart. Rhinobatonchocotyle cyclovaginatus ingår i släktet Rhinobatonchocotyle och familjen Hexabothriidae. Inga underarter finns listade i Catalogue of Life.